# قصف سوق الخميس (مستباء)
قصف سوق الخميس  هي غارات جوية نفدها طيران التحالف العربي في اليمن في 15 مارس 2016 في مديرية مستباء التابعة لمحافظة حجة أسفرت عن مقتل 65 شخصاً بينهم 7 أطفال.

## طالع أايضاً
- قصف سجن الزيدية (الحديدة)
- قصف الصالة الكبرى (صنعاء)
- قصف مخيم المرزق
- قصف حي الهنود (الحديدة)